# Foutenga
Foutenga est une localité du département de Nasséré, dans la province de Bam, dans le Centre-Nord, au Burkina Faso. En 2006, cette localité comptait 233 habitants dont 53% de femmes.